# Ernst-May-Gesellschaft
Die ernst-may-gesellschaft e. v. ist ein Verein mit Sitz in Frankfurt am Main.

## Hintergrund

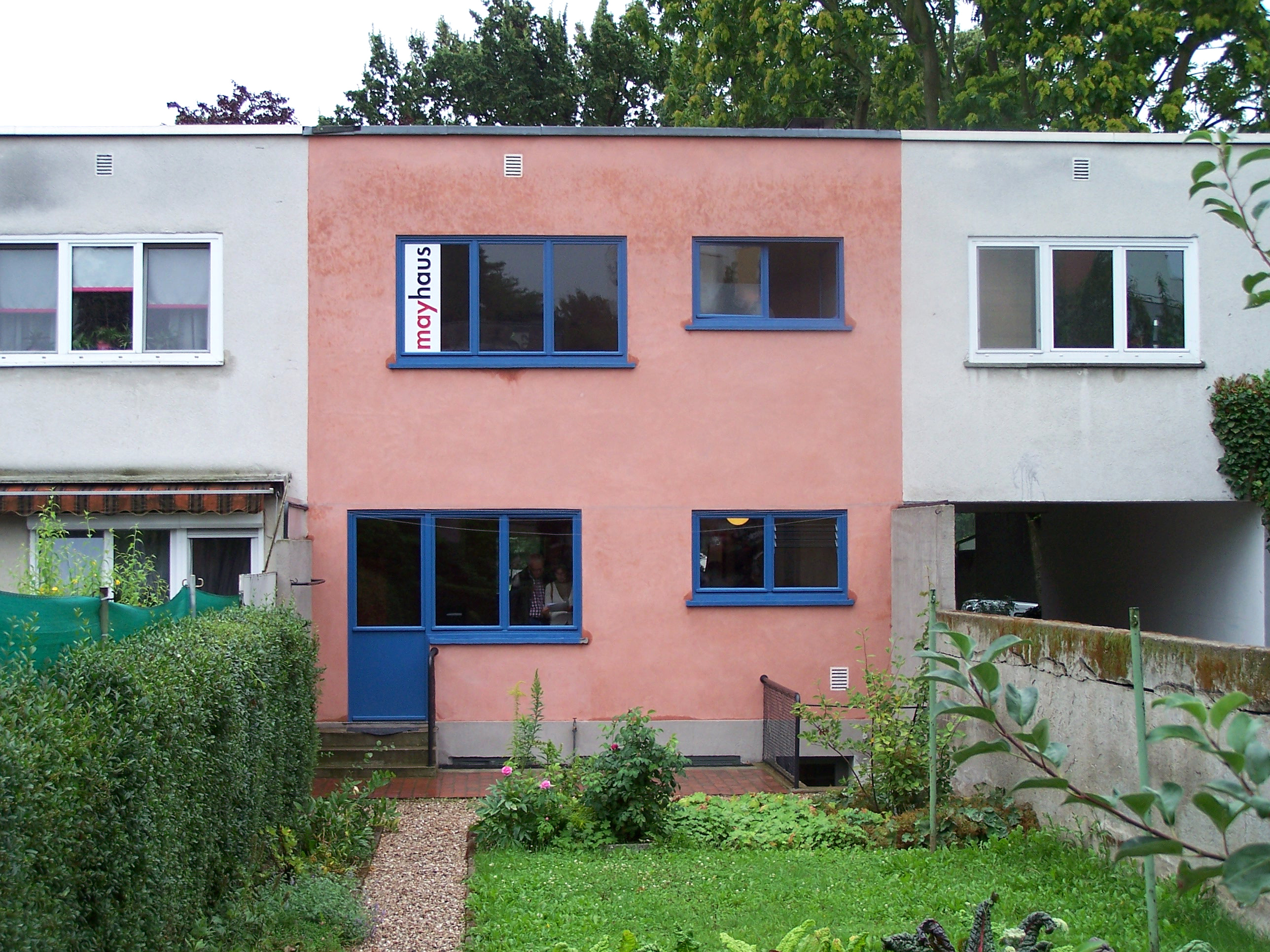
Gartenseite des Ernst-May-Hauses

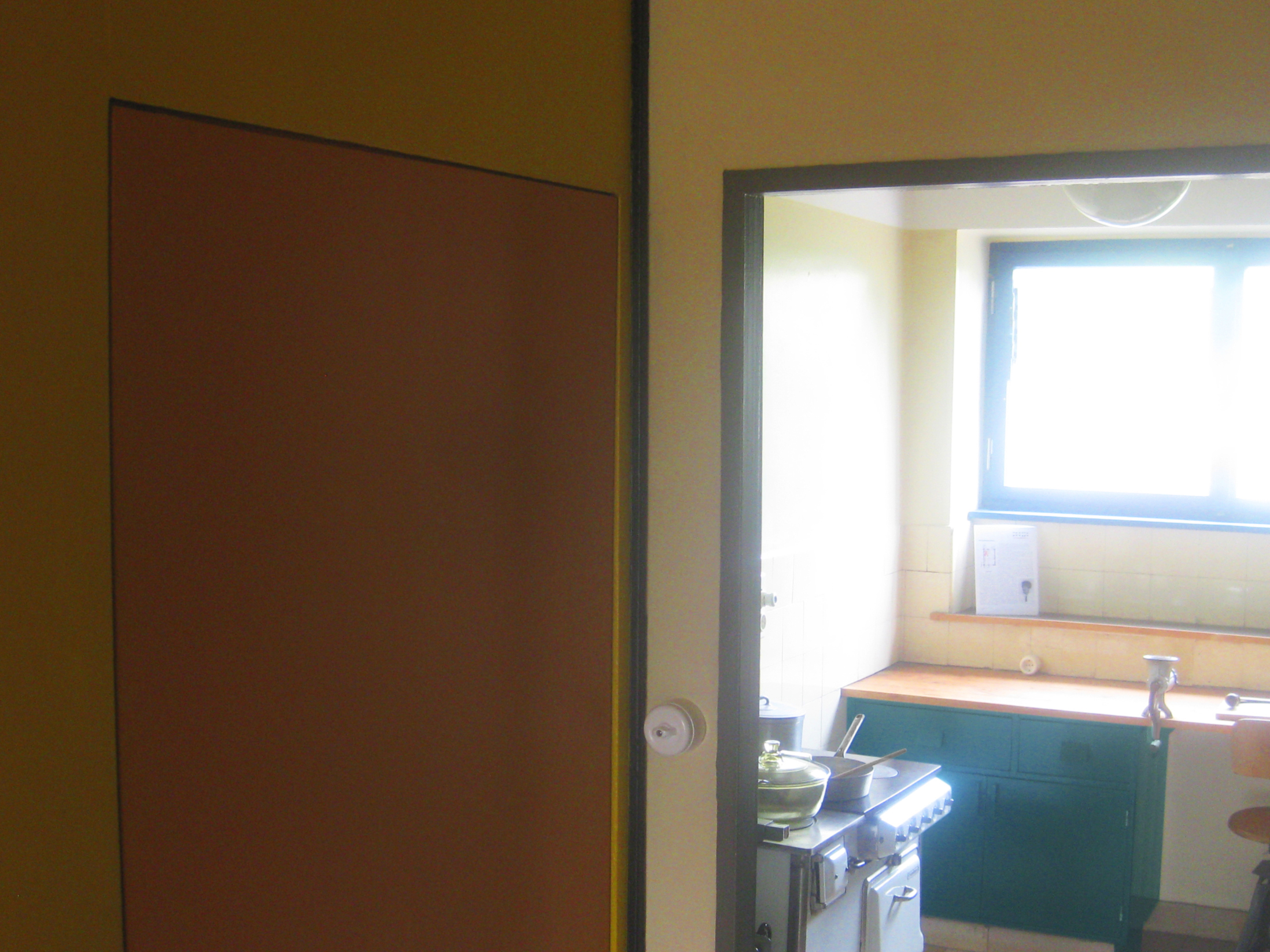
Rekonstruierte Farbgebung im Musterhaus

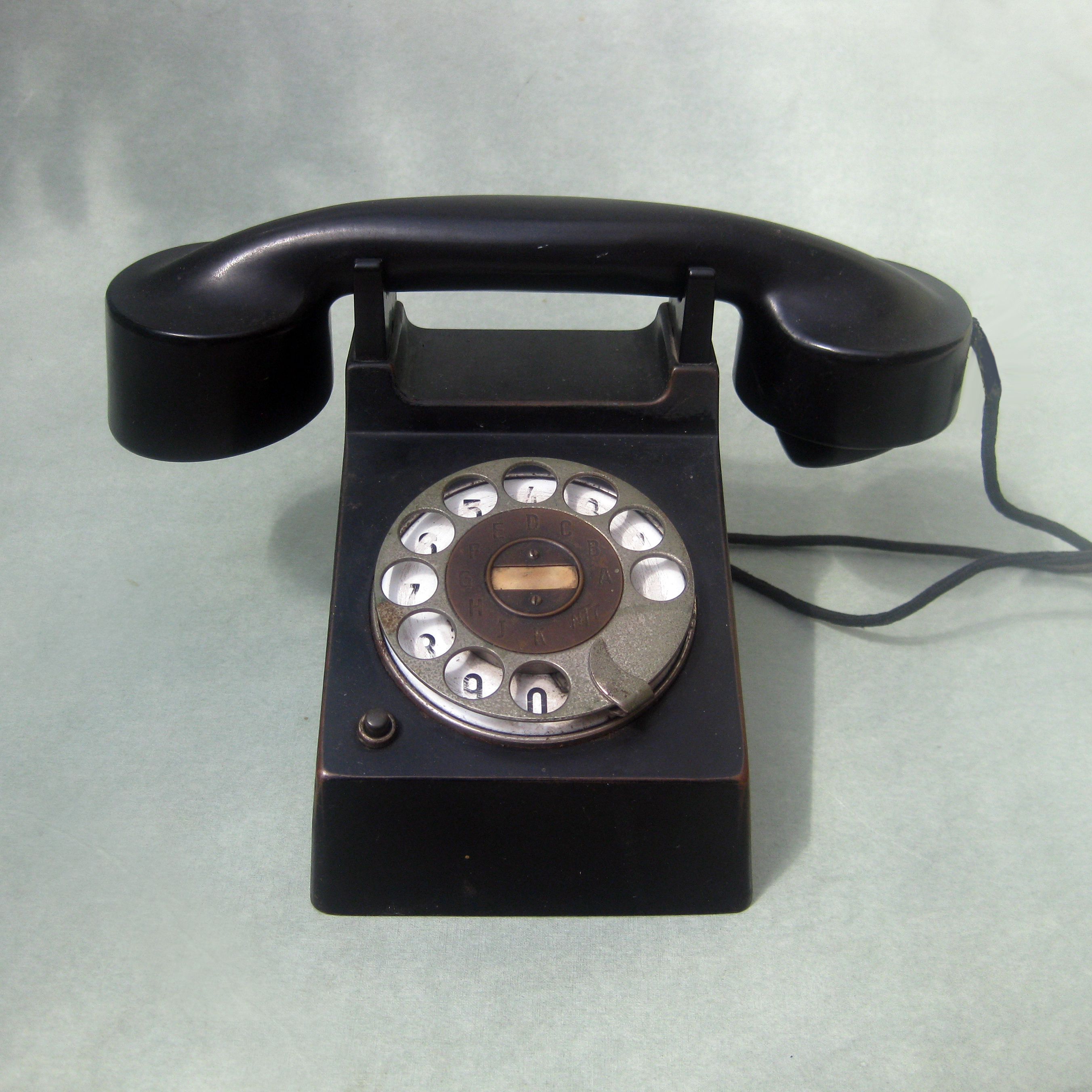
Telefon „Modell Frankfurt“ der Firma Fuld & Co., ausgestellt im Musterhaus

In den 1920er Jahren entstand unter der Leitung des Architekten und Städteplaners Ernst May das Projekt Neues Frankfurt. Ziel war einerseits, mit dem Bau von Siedlungen Wohnraum zu schaffen und zu verbilligen, andererseits mit Blick auf Gestaltung und Fertigung Neuland zu betreten. Das Programm wurde mit Zeitschriften, Büchern, Filmen und Messeteilnahmen auch über Frankfurt hinaus kommuniziert.
Über den reinen Wohnungsbau hinaus wurde ganzheitlich bis hin zum Hausrat entworfen. Heute stehen die meisten Bauten des Projekts unter Denkmalschutz. Sie sind jedoch nicht immer im Originalzustand. Auch der ganzheitliche Gedanke ist meist nur noch aus zeitgenössischen Schwarz-Weiß-Fotos erlebbar, während sich einzelne Objekte und ganze Küchen aus dem Projekt weltweit in Designmuseen befinden.
Bereits im März 2002 äußerte die Stadt das Interesse, ein „begehbares Objekt“ zum Gedenken an Ernst May zu errichten. Dazu kam es nicht. Erst durch eine Privatinitiative wurde das Projekt in Angriff genommen und mit Hilfe zahlreicher freiwilliger Helfer und Spender realisiert. Darunter befindet sich auch der Nachlass des Architekten Carl-Hermann Rudloff.
2006 wurde ein Objekt zur musealen Nutzung gegen Mietzahlungen an die Ernst-May-Gesellschaft übergeben. Die geplante Übergabe eines Ladengeschäfts in der Siedlung Bornheimer Hang als Geschäftsstelle blieb jedoch aus.

## Ziele
Ziele der Gesellschaft sind „… Förderung von Baukunst, Kunst und Kultur, des Denkmalschutzes sowie der Förderung von Wissenschaft und Forschung“ (Satzung der Ernst May Gesellschaft). Besonders wird die Erlebbarkeit des kulturellen Erbes der Avantgarde des Funktionalismus in den Mittelpunkt gestellt. Bekanntestes Beispiel ist die Einrichtung eines Musterhauses mit Frankfurter Küche und seine Zurückversetzung mit allen Details in die Bauzeit des Neuen Frankfurt. Dieses Musterhaus ist als Museum zugänglich. Andere Aktivitäten der Gesellschaft umfassen Vorträge, Führungen und Exkursionen.

## Das Musterhaus des Neuen Frankfurt
Eines der frühen Ziele der Gesellschaft war, ein Musterhaus einzurichten und der Öffentlichkeit museal zugänglich zu machen. Ausgewählt wurde das Haus Im Burgfeld 136 in der Siedlung Römerstadt. Ein Kriterium war, dass noch eine weitestgehend vollständige Frankfurter Küche darin existierte. Stück für Stück wurde dieses Haus mit Originalobjekten und Bauforschung in den Ursprungszustand versetzt. Die Übergabe des Hauses fand am 16. März 2006 statt. Anschließend folgte die Renovierungsphase, in der Besucher die Möglichkeit hatten, die Arbeit der Restaurierungsfachleute, Handwerker und Architekten vor Ort zu erleben. Am 27. Juli 2010 wurde das renovierte Haus offiziell eröffnet. Die Ausstattung gestaltete sich als schwierig: Originalmöbel waren in den 1920er Jahren teuer und daher schon damals selten. Nach 80 Jahren waren die wenigen erhaltenen Objekte längst in Designsammlungen. In einigen Fällen mussten Erben überzeugt werden, sich von Stücken zu trennen; andere Objekte mussten mit großem Aufwand hergerichtet werden.
Zum 125. Geburtstag von Ernst May fand in dem Haus 2011 ein großes Fest statt, auf dem auch Robert Rotifer auftrat. Rotifer hat mit dem Song Frankfurt Kitchen aus seinem Album Coach Number 12 of 11 einen persönlichen Bezug zum Neuen Frankfurt.

## Mustergarten
Dem Frankfurter Ernst-May-Haus zugehörig und ebenfalls von der Gesellschaft verwaltet und gepflegt ist eine in der Kleingartenkolonie der Siedlung Römerstadt gelegene Parzelle. Kernstück dieses Mustergartens ist eine größtenteils im Originalzustand erhalten gebliebene Gartenlaube aus den 1920er-Jahren, wie sie von der Wiener Architektin Margarete Schütte-Lihotzky (1897–2000), Schöpferin der Frankfurter Küche, für das Projekt Neues Frankfurt konzipiert und entworfen wurde.